# جيم بي. تاكر
جيم بي. تاكر (بالإنجليزية: Jim B. Tucker)‏ هو طبيب نفسي أمريكي، ولد في 1960 في كارولاينا الشمالية في الولايات المتحدة.